# میشل استیفنسن
میشل استیفنسن (انگلیسی: Michelle Stephenson؛ زادهٔ ۳ ژانویهٔ ۱۹۷۷) یک موسیقی‌دان اهل بریتانیا است.